# Tirípano
Tirípano är en ort i Mexiko.   Den ligger i kommunen Acuitzio och delstaten Michoacán de Ocampo, i den södra delen av landet, 230 km väster om huvudstaden Mexico City. Tirípano ligger 2 060 meter över havet och antalet invånare är 183.
Terrängen runt Tirípano är kuperad. Runt Tirípano är det tätbefolkat, med 427 invånare per kvadratkilometer. Närmaste större samhälle är Acuitzio del Canje, 1,8 km väster om Tirípano. I omgivningarna runt Tirípano växer huvudsakligen savannskog.